# Morfinan
Morfinan, C16H21N , är den kemiska prototypen av en stor kemisk klass av psykoaktiva droger, bestående av bland annat opiat-analgetika, hostdämpande medel och dissociativa hallucinogener. Typiska exempel är föreningar såsom morfin, kodein och dextrometorfan (DXM). Trots relaterade molekylära strukturer kan de farmakologiska profilerna och verkningsmekanismerna mellan de olika typerna av morfinansubstanser variera avsevärt. De tenderar att fungera antingen som μ-opioidreceptoragonister (opioider) eller NMDA-receptorantagonister (dissociativa).

## Struktur
Morfinan har en fenantrenkärnstruktur där A-ringen förblir aromatisk och B- och C-ringarna är mättade, och en ytterligare kvävehaltig, sexledad, mättad ring, D-ringen, är fäst vid kolen 9 och 13 i kärnan, och med kvävet i position 17 av kompositen.
Av de viktigaste naturligt förekommande opiaterna av morfinantypen – morfin, kodein och tebain – har tebain inga terapeutiska egenskaper (det orsakar anfall hos däggdjur), men det tillhandahåller ett billigt råmaterial för industriell produktion av minst fyra halvsyntetiska opiatagonister, som hydrokodon, hydromorfon, oxikodon och oximorfon, och opioidantagonisten naloxon.

## Relation struktur - aktivtet
Det fysiologiska beteendet hos morfinaner (naturligt förekommande och semisyntetiska derivat) tros vara förbundet med den aromatiska A-ringen, den kvävehaltiga D-ringen och "bryggan" mellan dessa två ringar som bildas av kolen 9, 10 och 11 i kärna, med D-ringen "ovanför" kärnan (vänstervridande).
Små grupper finns vanligtvis på morfinanderivat vid kol 3 och 6.
Många sådana derivat har en epoxigrupp mellan kol 4 och 5 (det vill säga 4,5a-epoxi), och bildar därigenom en E-ring.
Ersättningen av vissa skrymmande grupper på kväve 17 omvandlar en opioidagonist till en opioidantagonist, varav den viktigaste är naloxon, en icke-selektiv opioidantagonist utan några som helst opioidagonistegenskaper ("tyst" antagonist). Dessutom omvandlar utbytet av vissa mycket skrymmande grupper på kol 6 naloxon till en perifert selektiv opioidantagonist utan centralt selektiva antagonistegenskaper (naloxegol).
Tillägget av en tvåkolsbrygga mellan kolen 6 och 14 (till exempel 6, 14-etano eller 6, 14-eteno), och som avsevärt förvränger C-ringen, kan öka styrkan 1 000 till 10 000 gånger eller mer jämfört med till morfin, som i etorfin och andra. Den relativa styrkan tros vara förknippad med graden av förvrängning av C-ringen och är kanske störst i diprenorfin, där denna grupp är α,α-dimetyl-6,14-eteno. Diprenorfin (M5050) är den rekommenderade etorfin (M99)-antagonisten, men den är inte en ren opioidantagonist (det vill säga den är också en svag opioidagonist), så naloxon förblir ett betydande terapeutiskt verktyg vid misstänkta fall av opioidöverdos.
Om D-ringen är "under" kärnan (dextrorotatorisk) elimineras de smärtstillande och euforiska egenskaperna eller reduceras dramatiskt, men den hostdämpande egenskapen bibehålls, som i dextrometorfan.